# Загорій Гліб Володимирович
Гліб Володимирович Загорі́й (нар. 21 серпня 1976, Вологда, Росія) — український бізнесмен, науковець. Доктор фармацевтичних наук (2014), професор (2017). Народний депутат України у Верховній Раді VIII скликання.

## Життєпис

### Дитинство та юність
Народився 21 серпня 1976 року у Вологді. Батько Загорій Володимир Антонович (1951 р.н., голова наглядової ради фармацевтичної фірми «Дарниця») уродженець Лубнів Полтавської області, мати — Загорій Людмила (1951 р.н.) познайомилися під час навчання у Ленінградському хіміко-фармацевтичному інституті, за освітою фармацевти. Одружились на третьому курсі і після закінчення інституту отримали направлення на роботу у Вологду. Там народився син Гліб.
1977 року родина повернулася на Полтавщину, згодом перебрались до Києва. 1993 року Гліб закінчив київську середню загальноосвітню школу № 261 із золотою медаллю.

### Освіта і наука
1998 року закінчив Київський економічний університет (нині — Київський економічний університет ім. Гетьмана) за спеціальністю «Міжнародна економіка» та отримав кваліфікацію магістр з управління міжнародним бізнесом.
2000 отримав другу вищу освіту — кваліфікацію інженера-технолога у Національній фармацевтичній академії України (нині — Національний фармацевтичний університет) за спеціальністю «Технологія фармацевтичних препаратів».
2004 закінчив аспірантуру за спеціальністю «Технологія ліків та організація фармацевтичної справи», цього ж року захистив кандидатську дисертацію за темою «Розробка складу та технології м'якої лікарської форми для лікування тромбофлебіту» і отримав науковий ступінь кандидат фармацевтичних наук.
З 2006 року доцент Київського національного університету технології та дизайну, кафедра промислової фармації. З 2012 року — доцент кафедри промислової фармації, з 2015 року — професор кафедри промислової фармації.
З 2012 року доцент кафедри організації і економіки фармації Національної медичної академії післядипломної освіти ім. П. Шупика.
2014 захистив докторську дисертацію за темою «Методологічне обґрунтування стратегії і тактики системних заходів щодо оптимізації й ефективного розвитку вітчизняного виробництва лікарських засобів». Отримав науковий ступінь доктор фармацевтичних наук за спеціальністю «Технологія ліків, організація фармацевтичної справи та судова фармація». Публічний захист дисертації проходив у Запорізькому державному медичному університеті МОЗ України.
2017 присуджено вчене звання професора кафедри промислової фармації Київського національного університету технологій та дизайну.
Наукові дослідження Гліба Загорія насамперед стосуються речовин, які в перспективі можуть стати основою для виробництва лікарських засобів. У декларації за 2018 рік Загорій вказав 95 патентів і торгових марок, переважно в сфері фармацевтики.

## Професійна діяльність
Працювати почав будучи студентом 1997 року як начальник відділу маркетингових досліджень і логістики на ЗАТ "Фармацевтична фірма «Дарниця».
З 2001 року по 2009 роки обіймав посаду головного координатора з питань загальної політики та стратегії ЗАТ "Фармацевтична фірма «Дарниця». З 2009 року по 2014 рік працював генеральним директором ЗАТ "Фармацевтична фірма «Дарниця».
2014 року звільнився відійшов від оперативного управління компанією в зв'язку з обранням народним депутатом України. Генеральним директором «Дарниці» стала Світлана Діденко, яку 2019-го змінив на цій посаді Андрій Обрізан.
За підсумками 2018 року «Дарниця» отримала чистий прибуток 449,134 млн грн, що на 31,3 % більше, ніж за 2017 рік. Чистий дохід від реалізації продукції 2018 зріс на 18,7 %, до 3,002 млрд грн. Компанія щорічно інвестує в дослідження і розробки 10 % свого валового доходу, а в 2018 році вивела на ринок 12 нових препаратів.
2019 року акціонери «Дарниці» заявили про намір перетворити її з української на міжнародну компанію. Для цього «Дарниця» веде переговори про стратегічне партнерство із зарубіжними компаніями з Європи та Америки
В планах акціонерів — перетворити «Дарницю» у повністю цифрову компанію. Для цього фармацевтична фірма роботизувала логістичний комплекс і будує інтегровану систему електронного документообігу для супроводу життєвого циклу лікарських засобів.

## Політика
2014 — обраний Народним депутатом України за багатомандатним округом за списками Блоку Порошенка (№ 52 у списку). Член Комітету ВРУ у справах ветеранів та інвалідів.
За роки роботи у Верховній Раді Гліб Загорій подав 47 законопроєктів, 20 з яких стали законодавчими актами. Із 65 запропонованих їм поправок 55 були враховані парламентом. Йдеться, серед іншого, про закони, що забезпечують підвищення рівня соціального захисту всіх категорій учасників АТО, зокрема волонтерів і добровольців, а також сімей загиблих учасників АТО. Крім того, законодавчі акти спрямовані на соціальну реабілітацію ветеранів, а саме — на підтримку підприємницької діяльності ветеранів і стимулювання працевлаштування учасників АТО.
У грудні 2018 року громадська організація Комітет виборців України (КВУ) визнала Гліба Загорія найефективнішим депутатом Верховної Ради VIII скликання за 4 роки її роботи. Крім того, портал rada.oporaua.org включив Гліба Загорія до списку депутатів, чиї законодавчі ініціативи у 2018 році були підтримані більш як на 30 %.

## Вихід з політики
У травні 2019 року Гліб Загорій заявив, що більше не має наміру балотуватися в парламент, тому що вважає свою законотворчу місію виконаною. «Я йду з великої політики, щоб повернутися у великий бізнес», — сказав він. Загорій уточнив, що в його найближчих планах — зайнятися інтеграцією «Дарниці» в глобальний фармацевтичний ринок і перетворити її на міжнародну компанію.

## Меценатська діяльність
Гліб з батьком Володимиром займається меценатством. Одним з проєктів у цій сфері є меценатська підтримка з 2002 року театральної компанії «Бенюк—Хостікоев». Разом з компанією було створено декілька постановок, в розробці деяких із сценічних ідей (постановка «Про мишей і людей») Гліб Загорій брав участь особисто. Антреприза «Про мишей і людей» стала претендентом на премію ім. Шевченка. 2006 року вперше в історії премії нагороду було присуджено меценатові Загорію, хоча офіційно його названо лише автором ідеї. Спільно з Лігою українських меценатів було розпочато роботу над створенням першого українського високобюджетного кінофільму «Чорний Ворон» за однойменним романом Василя Шкляра.
2006 — підтримував добродійний вечір «Промінь надії», на якому виступив російський музикант Володимир Співаков і камерний оркестр «Віртуози Москви» для фінансування допомоги людям, хворим на розсіяний склероз.
- 2015 — Загорія включено до складу Ради з питань розвитку Національного культурно-мистецького та музейного комплексу «Мистецький арсенал».[19]
- З 2014 року зарплату нардепа Загорій перераховує на потреби навчального процесу Українського католицького університету, а починаючи з 2015 року, на потреби благодійного фонду «Таблеточки».
- 2015 — створений Фонд родини Загорій для реалізації проєктів у сфері охорони здоров'я.[20] Фонд заснував дві річні стипендії для навчання обдарованих студентів,[21][22] виступив партнером Українського форуму благодійників на VI Всеукраїнському фотоконкурсі «Благодійність крізь призму об'єктива». За результатами конкурсу переможці отримали грошові та заохочувальні призи.[23]
- 2015 — фонд Загорій співпрацює з Всеукраїнською громадською організацією "Український фонд «Здоров'я» в рамках проєкту «Я можу врятувати життя!». Місія: навчити молодь надавати домедичну допомогу.[24]
- Також Фонд задекларував допомогу для реалізації проєкту Центру реабілітації, що буде створений при Українському католицькому університеті  в рамках Школи реабілітаційної медицини, яка готуватиме фізичних терапевтів та ерготерапевтів.[25]
- 2016 — фонд долучився до ініціатив видавництва «Родовід», підтримавши видавничий проєкт «Казимир Малевич. Київський період 1928—1930», який доповнює історію українського мистецтва.[26]
- У червні 2016 року Фонд з Центром дитячої кардіології та кардіохірургії України підписали Договір про співпрацю на поставку обладнання для відділення трансфузіології. Придбане холодильне та морозильне обладнання дозволить зберігати компоненти донорської крові у великих об'ємах, необхідних для операцій на серці, та витримувати термін зберігання, передбачений інструктивними документами МОЗ України.[27]

Фонд сім'ї Загорій увійшов до ініціативної групи, завдяки якій Україна приєдналася до міжнародної благодійної ініціативи Giving Tuesday. В Україні рух отримав назву Щедрий вівторок, в його рамках 27 листопада 2018 року пройшов перший Всеукраїнський день добрих справ.

## Сім'я
- 2015 — розлучився з першою дружиною Олексенко Ольгою Володимирівною, з якою був одружений в 2006 році.[29]
- В другому шлюбі. Від першого шлюбу має трьох дітей: Загорій Данило Глібович, Загорій Варвара Глібівна, Загорій Стефанія Глібівна.

## Спорт
- Член Правління-Почесний Президент Асоціації джіу-джитсу України.[30]
- Чемпіон України з ралі.[31] Штурман лідера національного ралійного заліку в класі N4 Володимира Петренка[32] Один з небагатьох українських штурманів, який виступав в інтернаціональних екіпажах.[33] Екіпаж Чопик з Загорієм став одним з перших східноєвропейських екіпажів, який виступив в офіційних змаганнях на автомобілі категорії Super 2000 у 2007 році.
- Чемпіон України 2005 року в заліку штурманів.[32][34]

## Досягнення
- Доктор фармацевтичних наук (2014)
- Учасник рейтингу Forbes найуспішніших сімейних бізнесів України, 2015 рік (з сукупним доходом компаній, що належать сім'ї за 2014 рік — 1,20 млрд грн.)[35]
- Майстер з автомобільного спорту.
- Чемпіон України з ралі.
- Майстер спорту з джиу-джитсу, почесний Президент Асоціації джіу-джитсу України.[30]

## Основні праці
- Чему не научат в медицинском ВУЗе / Ю. И. Чертков, Г. В. Загорий. — Видання друге, виправлене та доповнене. — К. : ВД «АММ», 2014. — 456 с.
- Аптечна машина продажів / Загорій Г. В., Пономаренко М. С., Чертков Ю. І. — К. : ВД «АММ», 2012. — 488 с.
- Логістичний менеджмент фармацевтичного підприємства / Посилкіна О. В., Сагайдак-Нікітюк Р. В., Загорій Г. В., Горбунова О. Ю., Юрченко А. П.; за ред. проф. О. В. Посилкіної — Х. : НФаУ, 2011. — 772 с.
- Лікарська взаємодія та безпека ліків: посібник / Л. Л. Давтян, Г. В. Загорій, Ю. В. Вороненко, Р. С. Коритнюк, Г. М. Войтенко. — К. : ЧП «Блудчий М. І.», 2011. — 744 с.
- Кардиотонические стероиды / И. Ф. Макаревич, Н. В. Ковганко, И. С. Чекман, Г. В. Загорий. — Х.: Оригинал, 2009. — 688 с.
- Чему не научат в медицинском ВУЗе / Ю. И. Чертков, Г. В. Загорий. — К. : Доктор-медиа, 2009. — 252 с.
- Метотдики увеличения товарооборота аптеки / Ю. И. Чертков, Г. В. Згорий. — К.: Морион, 2008. — 96 с.
- Стратегическое управление и маркетинг в практике фармацевтических фирм: Учебное издание / Белошапка В. А., Загорий Г. В., Усенко В. А.; под ред. В. А. Белошапки. — К. : РИА «Триумф», 2001. — 368 с.
- Стратегическое управление: принципы и международ-ная практика. Учебное пособие / Белошапка В. А., Загорій Г. В.; под ред. Белошапки В. А. — К. : Абсолют — В, 1998. — 352 с.

### Довідники, класифікатори
- Структура законодавчо-нормативної бази, що регулює діяльність суб'єктів ринку ветеринарних препаратів. Вип. 1 / Бушуєва І. В., Пономаренко М. С., Загорій Г. В. — Запоріжжя: ЗДМУ, 2012. — 517 с.
- Основні законодавчо-нормативні акти, що регламентують діяльність органів державного регулювання та їх підрозділів у галузі ветеринарної фармації. Вип. 2 / Бушуєва І. В., Пономаренко М. С., Загорій Г. В. — Запоріжжя: ЗДМУ, 2012. — 204 с.
- Основні законодавчо-нормативні акти, що регламентують діяльність органів державного регулювання та їх підрозділів у галузі ветеринарної фармації. Вип. 3 / Бушуєва І. В., Пономаренко М. С., Загорій Г. В. — Запоріжжя: ЗДМУ, 2012. — 40 с.
- Структура законодавчо-нормативної бази, що регулює діяльність суб'єктів ринку ветеринарних препаратів. — Запоріжжя: ЗДМУ, 2012. — 517 с.
- Довідник кваліфікаційних характеристик професій працівників, посадових інструкцій персоналу підприємств фармації, типових Положень та стандартних робочих методик (Кваліфікаційні характеристики, типові Положення та стандартні робочі методики). Частина 1: Інструктивно-методичні рекомендації. Випуск 5 Фармація / М. С. Пономаренко, М. Л. Сятиня, Г. В. Загорій, Т. М. Краснянська, А. А. Бабський, Ю. М. Григорук, В. А. Сятиня, В. О. Борищук, О. П. Шматенко, Р. Л. Притула, А. О. Дроздова, І. В. Клименко, М. В. * Білоус, О. М. Безугла, В. В. Трохимчук (мол.), Є. С. Бочерікова. — К. : ЧП «Блудчий М. І.», 2011. — 120 с.
- Довідник кваліфікаційних характеристик професій працівників, посадо-вих інструкцій персоналу підприємств фармації, типових Положень та стандартних робочих методик (Посадові інструкції). Частина 2: інструктивно-методичні рекомендації. Випуск 6 / М. С. Пономаренко, М. Л. Сятиня, Г. В. Загорій Т. М. Краснянська, А. А. Бабський, Ю. М. Григорук, В. А. Сятиня, В. О. Борищук, О. П. Шматенко, Р. Л. Притула, А. О. Дроздова, І. В. Клименко, М. В. Білоус, О. М. Безугла, В. В. Трохимчук (мол.), Є. С. Бочерікова. — К. : «Блудчий М. І.», 2011. — 192 с.
- Збірник положень кваліфікаційних характеристик, посадових інструкцій персоналу підприємств фармації: інструктивно-методичні рекомендації / М. С. Пономаренко, В. М. Толочко, А. А. Бабський, М. В. Білоус, К. В. Вовк, Л. В. Галій, О. М. Горбань, Л. Ю. Дьякова, Г. В. Загорій, І. В. Клименко, Т. М. Краснянська, Н. М. Олійник. — Х. : Вид-во НФАУ, 2009. — 152 с.
- Довідник кваліфікаційних характеристик професій працівників: Розділ 2. — Випуск 2 «Фармація» Робітники / В. А. Загорій, М. С. Пономаренко, Т. М. Краснянська, А. А. Бабський, Г. В. Загорій, В. А. Сятиня, О. М. Тернова. — К. : Прінт Квік, 2007. — 140 с.
- Абетковий довідник кваліфікаційних характеристик професій працівників: Розділ 2. — Випуск 3 «Фармація» Робітники / В. А. Загорій, М. С. Пономаренко, Т. М. Краснянська, А. А. Бабський, Г. В. Загорій, В. А. Сятиня, О. М. Тернова. — К. : Прінт Квік, 2007. — 143 с.
- Положення про ліцензування та сертифікацію професійного рівня персоналу підприємств з виробництва лікарських засобів / В. А. Загорій, М. С. Пономаренко, Н. О. Ветютнева, Є. Є. Борзунов, Р. С. Коритнюк, Л. Л. Давтян, О. М. Гриценко, В. О. Борищук, А. А. Бабський, Г. В. Загорій, Т. М. Краснянська. — К. : Прінт Квік, 2007. — 12 с.
- Довідник кваліфікаційних характеристик професій працівників: Розділ 2. — Вип. 1 «Фармація» Робітники / В. А. Загорій, М. С. Пономаренко, Т. М. Краснянська, Г. В. Загорій, Н. Б. Вовк. — К. : Поліфарм. — 2005. — 77 с.
- Довідник кваліфікаційних характеристик професій працівників (зміни та доповнення № 1). Уповноважена особа аптеки, аптечної бази (складу) / М. С. Пономаренко, Н. О. Ветютнева, В. А. Загорій, Н. І. Паршина, Т. М. Краснянська, Г. В. Загорій. — К. : Поліфарм. — 2005. — 3 с.
- Довідник кваліфікаційних характеристик професій працівників (зміни та доповнення № 2). Уповноважена особа фармацевтичного підприємства з виробництва лікарських засобів / М. С. Пономаренко, Н. О. Ветютнева, В. А. Загорій, Н. І. Паршина, Т. М. Краснянська, Г. В. Загорій. — К. : Поліфарм. — 2005. — 4 с.